# Misurići
Misurići (en cyrillique : Мисурићи) est un village de Bosnie-Herzégovine. Il est situé dans la municipalité de Maglaj, dans le canton de Zenica-Doboj et dans la fédération de Bosnie-et-Herzégovine. Selon les premiers résultats du recensement bosnien de 2013, il compte 1 711 habitants.

## Démographie

### Évolution historique de la population
| 1948 | 1953 | 1961  | 1971  | 1981  | 1991  | 2013  |
| ---- | ---- | ----- | ----- | ----- | ----- | ----- |
| -    | -    | 1 106 | 1 794 | 1 864 | 1 937 | 1 711 |

|  |

### Communauté locale
En 1991, la communauté locale de Misurići comptait 2 701 habitants, répartis de la manière suivante :